# ديتر هيلم
ديتر هيلم (بالإنجليزية: Dieter Helm)‏ هو اقتصادي بريطاني، ولد في 11 نوفمبر 1956.